# Brillendrossel
Die Brillendrossel (Turdus tephronotus) ist ein Singvogel aus der Familie der Drosseln (Turdidae). Sie gehört nicht zu den gefährdeten Arten.

## Beschreibung
Der dunkelgraue Vogel hat einen orange-gelben Schnabel, einen gelben Irisring und helles, orangefarbenes Brustgefieder, sowie eine charakteristische Gelbfärbung um die Augen.

## Lebensraum
Neben Äthiopien und Somalia zählen noch Kenia und der Nordosten von Tansania zum Verbreitungsgebiet.

## Habitat
Das natürliche Habitat dieser Drossel ist die Savanne sowie die tropische und subtropische Strauchsteppe.

## Ernährung
Die Brillendrossel ernährt sich hauptsächlich von Früchten und Beeren, aber auch von Würmern und Insekten.